# Nemosoma cornutum
Nemosoma cornutum is een keversoort uit de familie schorsknaagkevers (Trogossitidae). De wetenschappelijke naam van de soort werd in 1826 gepubliceerd door Sturm.